# Charles Pyne
Charles Conron Saunders Pyne (* 6. April 1981) ist ein jamaikanischer Badmintonspieler.

## Karriere
Charles Pyne gewann 2001 seinen ersten nationalen Titel in Jamaika. Vier Jahre später war er erneut erfolgreich. 2006, 2007, 2009 und 2010 erkämpfte er sich weitere Meisterlorbeeren. Bei den Panamerikanischen Spielen 2003 konnte er zwei Silbermedaillen erringen.

## Sportliche Erfolge
| Saison | Veranstaltung                     | Disziplin    | Platz | Name                                 |
| ------ | --------------------------------- | ------------ | ----- | ------------------------------------ |
| 2001   | Jamaikanische Meisterschaft       | Herreneinzel | 1     | Charles Pyne                         |
| 2002   | Zentralamerika- und Karibikspiele | Mixed        | 1     | Charles Pyne / Nigella Saunders      |
| 2002   | Zentralamerika- und Karibikspiele | Herreneinzel | 2     | Charles Pyne                         |
| 2003   | Panamerikanische Spiele           | Herrendoppel | 3     | Charles Pyne / Bradley Graham        |
| 2003   | Panamerikanische Spiele           | Mixed        | 3     | Charles Pyne / Nigella Saunders      |
| 2005   | Jamaikanische Meisterschaft       | Herrendoppel | 1     | Charles Pyne / Vishwanauth Tolan     |
| 2006   | Jamaikanische Meisterschaft       | Herrendoppel | 1     | Charles Pyne / Vishwanauth Tolan     |
| 2007   | Jamaikanische Meisterschaft       | Herrendoppel | 1     | Charles Pyne / Emelio Mendez         |
| 2007   | Jamaikanische Meisterschaft       | Herreneinzel | 1     | Charles Pyne                         |
| 2009   | Jamaikanische Meisterschaft       | Herreneinzel | 1     | Charles Pyne                         |
| 2010   | Jamaikanische Meisterschaft       | Herreneinzel | 1     | Charles Pyne                         |
| 2010   | Jamaikanische Meisterschaft       | Mixed        | 1     | Charles Pyne / Christine Leyow-Mayne |